# Созомен
Саламанис Ермије Созомен (Salminius Hermias Sozomen, око 400 – око 450  год.) родом из Газе, касније адвокат у Константинопољу. Написао је Црквену историју у којој се говори о периоду 312 - 425. Крај Историје, који обрађује период између 425. и 439. године, је изгубљен. Ослања се на Сократа Схоластика, од кога је стилски потпунији, а кога жели да допуни и исправи. Недостатак критичности карактеристичан за Сократа Схоластика умањује вредност дела.

## Биографија
Фотије наводи да му је право име Саламанис Ермије Созомен, те да је рођен у Гази у Палестини. Потиче из многобожачке породице која је међу првима покрштена. Повод је било једно чудесно исцељење извесног Алафија, којег је опседао зли дух, а исцелио га монах Иларион. Созомен је рођен око 380. године. Образовао се најпре у Гази и у самом Мајумском манастиру. Изучавао је реторику и право (схоластик) вероватно у Бејруту.

## Дело
Његова Историја цркве представља допуну Јевсевијеве историје. Обухвата време од 323. до 439. године. Дело је настало између 439. и 450. године. Созомен је већи део живота провео у Цариграду. Закључује се да је са Сократом Схоластиком био веома близак; често описују исте догађаје: новацијанце, датум празновања Пасхе. Созоменова оригиналност се уочава у писању ο Цркви у Персији, ο монаштву у Светој земљи и Сирији. У знак благодарности дело је посветио цару Теодосију Млађем (+450 н.е.). Обилно се користио Сократовим делом, а понекад некритички преузима читаве одељке. О ширењу хришћанства међу варварима каже:
„Црква се умножила тако у целом царству, вера се чак раширила такође међу саме варваре. Јер племена на обали Рајне већ беху хришћани, Келти и они Гали који живе у крајевима према Океану, Готи, и сва погранична племена на обалама реке Дунава, учествовали су одавно у вери у Христа, и навикли су да живе разумније и цивилизованије.
За скоро све варваре један је главни разлог да упознају хришћанско учење: чести ратови који су вођени између Римљана и варвара под Галијеном и његовим наследницима... Многи хришћански свештеници били су заробљени од варвара. Како су они лечили болеснике код варвара и чистили оне које су демони држали самим именом Христовим и призивањем Сина Божијег; затим су водили са мудрошћу узвишен живот и својим врлинама су се уздизали изнад порока - а варвари, будући задивљени овим људима као и њиховим животом схватили су да је добро признати и обратити се добром Богу и да опонашају ове људе, и да и они тако поштују Божанство као и они“.
Његова историја је намењена, пре свега, оном кругу читалаца који су заинтересовани за монаштво, посебно у Палестини. Он не пише зато што је талентован за писање:
„Приступајући излагању црквене историје, ја нисам присиљавао своју природу, јер сам био уверен да је та историја по свом предмету дело, не човечије - Богу није тешко да мене учини њеним писцем, чак изнад сваког очекивања“ (1:1).
У црквеној историји не говори много ο догматима вере, јер је сматрао да догмати нису предмет историје; његово дело ће читати и многобошци који догмате не разумеју. Доноси занимљив податак да је цар Јулијан Отпадник убијен у рату од стране једног војника хришћанина и закључује да је то велики подвиг тог хришћанина. (Издање: ПГ 67: 844-630; Sources chretiennes, 306, Paris 1983).